# Ulrich S. Soénius

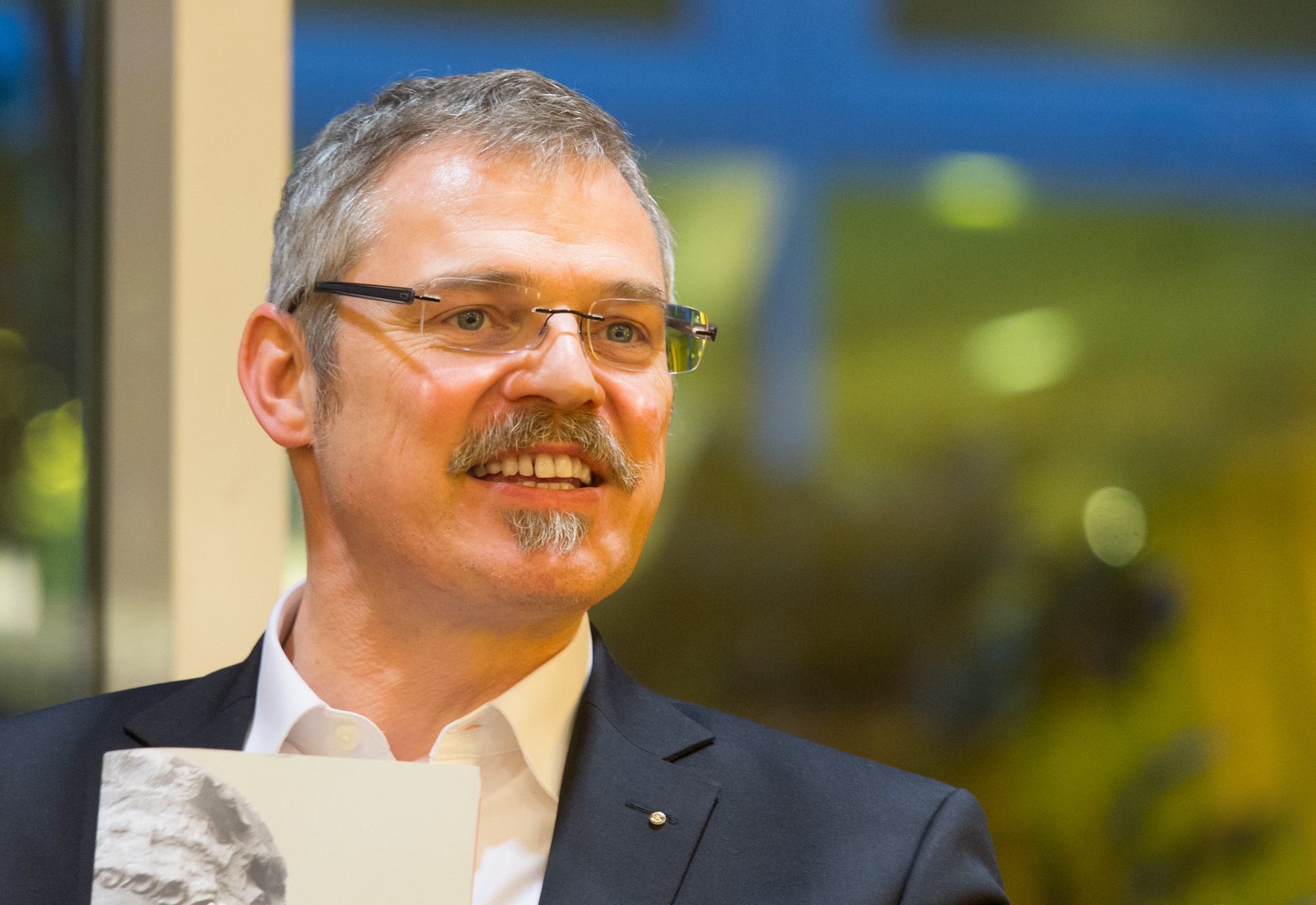
Ulrich S. Soénius (2016)

Ulrich S. Soénius (* 26. November 1962 in Köln) ist ein deutscher Historiker, Archivar und Kulturpolitiker. Er war Mitglied der Geschäftsführung der IHK Köln und ist seit 2000 Direktor des Rheinisch-Westfälischen Wirtschaftsarchivs.

## Leben
Nach dem Besuch des Humboldt-Gymnasiums in Köln absolvierte Soénius Zivildienst in der Altenpflege. Anschließend studierte er Mittlere und Neuere Geschichte, Bibliothekswissenschaft und Politische Wissenschaften sowie einige Semester Volkswirtschaft an der Universität zu Köln. 1991 absolvierte er das Magister-Examen mit der Arbeit Koloniale Begeisterung im Rheinland während des Kaiserreichs. 1999 wurde er bei Jost Dülffer mit der Dissertation Wirtschaftsbürgertum im 19. und frühen 20. Jahrhundert. Die Familie Scheidt in Kettwig 1848–1925 zum Dr. phil. promoviert.
Soénius ist seit Juli 1985 beim Rheinisch-Westfälischen Wirtschaftsarchiv beschäftigt, zunächst als studentische Hilfskraft, seit 1. April 1990 als wissenschaftlicher Mitarbeiter, seit 1. Januar 1999 als stellvertretender Direktor und seit 1. Januar 2000 als Direktor und Mitglied des Vorstandes. Gleichzeitig war er vom 1. März 2000 bis zum 30. Juni 2007 bei Mitglied der Geschäftsführung der Industrie- und Handelskammer zu Köln, gesamtverantwortlich für die Wirtschaftsbibliothek sowie Kulturpolitik und Kulturwirtschaft.
Vom 1. Juli 2007 bis zu seinem Ausscheiden zum 1. November 2021 war Soénius in Personalunion mit seiner Funktion beim Rheinisch-Westfälischen Wirtschaftsarchiv auch Geschäftsführer des neu geschaffenen Geschäftsbereichs Standortpolitik der Industrie- und Handelskammer zu Köln und seit Juli 2014 stellvertretender Hauptgeschäftsführer. Seit November 2021 ist er ausschließlich Direktor und Vorstandsmitglied der Stiftung Rheinisch-Westfälisches Wirtschaftsarchiv.

## Ämter in Verbänden und Vereinen
Soénius leitete die Arbeitskreise „Kultur- und Kreativwirtschaft“ sowie „Luftverkehrswirtschaft“ beim Deutschen Industrie- und Handelskammertag (DIHK) und war Mitglied des Verwaltungsrates der Arbeitsgemeinschaft Deutscher Verkehrsflughäfen (ADV). Er war von 2007 bis 2021 sachkundiger Einwohner im Stadtentwicklungsausschuss des Rates der Stadt Köln. Gemeinsam mit Paul Bauwens-Adenauer leitet er den Verein Unternehmer für die Region Köln e. V., der den städtebaulichen Masterplan für die Kölner Innenstadt in Auftrag gegeben hat. Im 2009 gegründeten Verein Kölner Stiftungen e. V. ist er Vorsitzender. Er ist Mitglied des Kuratoriums der Freya von Moltke-Stiftung für das Neue Kreisau und des Kuratoriums der Technischen Hochschule Köln.
Im deutschen Archivwesen hat er mehrere Funktionen inne. Er ist Vorstandsmitglied im Zentralarchiv des internationalen Kunsthandels e. V., Köln, und im Architekturforum Rheinland. Als Beiratsmitglied berät er das Deutsche Tanzarchiv Köln und das DOMiD – Dokumentationszentrum und Museum über die Migration in Deutschland e. V. In der Stiftung Hanseatisches Wirtschaftsarchiv, Hamburg, ist er Mitglied des Kuratoriums. 1998 bis 2021 war er Mitglied des Vorstands des Verbandes deutscher Archivarinnen und Archivare (VdA) als Vorsitzender der Fachgruppe 5: Wirtschaftsarchive und von 1996 bis 2024 Vorstandsmitglied in der Vereinigung der Wirtschaftsarchivarinnen und Wirtschaftsarchivare e. V. (VdW).
2013 innitierte er eine Tagung zur Handwerksgeschichte beim Zentralverband des Deutschen Handwerks (ZDH) in Berlin und ist seitdem Vorsitzender des Interdisziplinären Arbeitskreises Handwerksgeschichte (InAH) beim ZDH. Der InAH regte maßgeblich den 2024 erstmals vergebenen Preis für Handwerksgeschichte an. 
Soénius veröffentlichte zahlreiche Beiträge zur rheinischen Wirtschafts- und Sozialgeschichte sowie zur jüdischen Geschichte.
In der Gesellschaft für Rheinische Geschichtskunde ist Soénius Beiratsmitglied; den Kölnischen Geschichtsverein und den Wirtschaftshistorischen Verein zu Köln betreut er als geschäftsführendes Vorstandsmitglied. Zudem ist er seit 2023 Mitglied des Vorstands der Historischen Gesellschaft Köln e. V. Darüber hinaus arbeitet er ehrenamtlich als Vorsitzender des Vorstands der Stegerwaldstiftung und des Verwaltungsrates der Köln-Ring gGmbH im Sozialbereich. Er ist Herausgeber der Schriften zur rheinisch-westfälischen Wirtschaftsgeschichte und des Jahrbuchs des Kölnischen Geschichtsvereins.

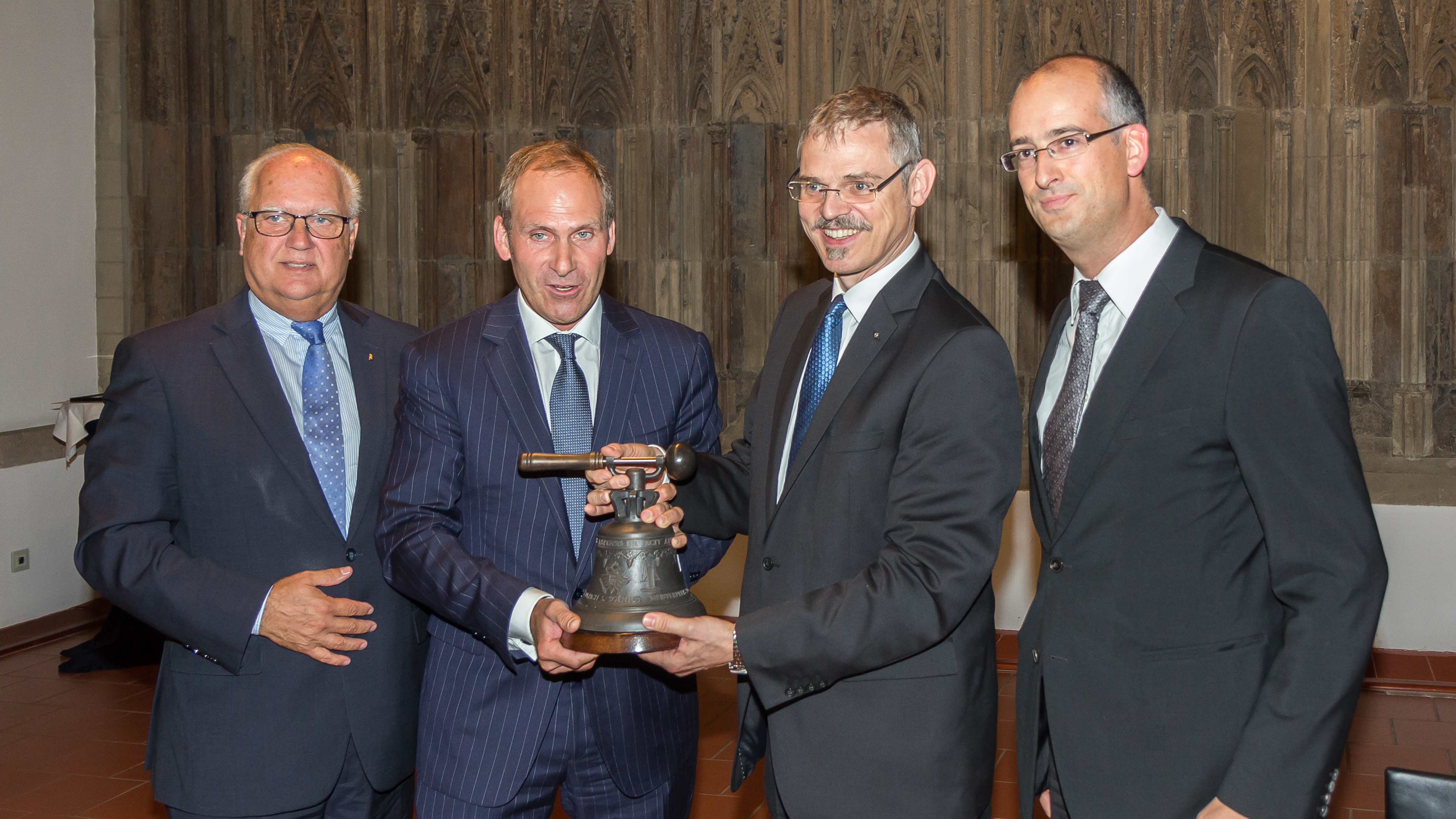
Verleihung des Meisterpreises 2016 an Ulrich Soénius, 2. von rechts

Als aktiver Rotarier leitet er mit Karl-Heinrich Link den Rotary-Länderausschuss Deutschland-Israel. Soénius ist Mitglied der Deutsch-Israelischen Gesellschaft. 

## Auszeichnungen
- Meisterpreis der Kölner Kreishandwerkerschaft 2016 für gesellschaftliches und soziales Engagement
- Rheinlandtaler des Landschaftsverbandes Rheinland für besondere Verdienste um die Landes- und Regionalgeschichte und Archivpflege 2022

## Schriften (Auswahl)
- Koloniale Begeisterung im Rheinland während des Kaiserreichs (= Schriften zur rheinisch-westfälischen Wirtschaftsgeschichte. Band 37). Köln 1992 (zugleich Magisterarbeit, Universität zu Köln).
- mit Barbara Gerstein: Rheinisch-Westfälische Handelskammersyndici. Münster 1994.
- Die Zeit des Nationalsozialismus (1933–1945). In: Industrie- und Handelskammer zu Köln (Hrsg.): Die Geschichte der unternehmerischen Selbstverwaltung in Köln 1914–1997. Köln 1997.
- Wirtschaftsbürgertum im 19. und frühen 20. Jahrhundert. Die Familie Scheidt in Kettwig, 1848–1925 (= Schriften zur rheinisch-westfälischen Wirtschaftsgeschichte. Band 40). Köln 2000 (zugleich phil. Diss., Universität zu Köln, 1999).
- mit Peter Danylow (Hrsg.): Otto Wolff. Ein Unternehmer zwischen Wirtschaft und Politik. München 2005.
- Zukunft im Sinn – Vergangenheit in den Akten. Köln 2006.
- mit Jürgen Wilhelm (Hrsg.): Kölner Personenlexikon. Greven, Köln 2008, ISBN 978-3-7743-0400-0.
- mit Jürgen Weise: Selbstverwaltungsorganisationen der Wirtschaft seit dem 19. Jahrhundert (= Geschichtlicher Atlas der Rheinlande. Beiheft und drei Kartenblätter VII/19-21). Habelt, Bonn 2008, ISBN 978-3-7749-3564-8.
- mit Paul Bauwens-Adenauer (Hrsg.): Der Masterplan für Köln. Greven, Köln 2009.
- mit Susanne Hilger (Hrsg.): Netzwerke – Nachfolge – Soziales Kapital. Familienunternehmen im Rheinland im 19. und 20. Jahrhundert. Köln 2009.
- mit Bettina Schmidt-Czaia (Hrsg.): Gedächtnisort. Das Historische Archiv der Stadt Köln. Böhlau, Köln 2010.
- mit Christian Hillen und Peter Rothenhöfer: Kleine Illustrierte Wirtschaftsgeschichte der Stadt Köln. Bachem, Köln 2013.
- mit Petra Hesse und Mario Kramp (Hrsg.): Köln 1914. Metropole im Westen. Bachem, Köln 2014.
- mit Mario Kramp (Hrsg.): Made in Cologne – Kölner Marken für die Welt. 2., stark erw. Aufl., Bachem, Köln 2015.